# قارچ خارپشتی
قارچ خارپشتی(نام علمی: Hydnum repandum) نام یک گونه از سرده قارچ‌های هیدنوم است.